# 小桧山雅仁
小桧山 雅仁（こひやま まさひと、1969年5月7日 - ）は、東京都生まれ、神奈川県横浜市出身の元プロ野球選手（投手）。現在はTBSラジオ営業統括局営業部に勤務し、担当部長兼任横浜支局長を務めている。
バルセロナオリンピック野球の銅メダリスト。

## 来歴・人物
小学4年の時に野球を始める。桐蔭学園高では同期の萩原康（のち法大）と左右の両輪として大久保秀昭らとバッテリーを組んだ。高校卒業後の1988年、大久保らと慶應大へ進学。東京六大学野球リーグ戦では4年志村亮が主戦として投げていた1年春からベンチ入りした。若松幸司と左右の両輪としてバッテリーを組む大久保や、1学年下の印出順彦や赤池行平らの投打を擁して、4年時の1991年にリーグ戦春秋連覇に貢献し、ベストナインに選ばれた。また、若松らと同年の第20回日米大学野球の全日本メンバー入りした。リーグ戦春秋連覇後の春の全日本大学選手権（第40回大会）では初戦2回戦で神奈川大に、秋の明治神宮大会（第22回大会）では準決勝で愛院大に敗退した。通算53試合登板し19勝11敗、防御率2.08、225奪三振。
学生時代はボトル1本も一度に飲めるほどの酒豪だった。
大学卒業時にドラフト候補にも上がったがバルセロナオリンピックの日本代表として凍結選手になり、日本石油野球部に進みアマチュア球界のエリートコースを歩む。この間、高校から一貫してバッテリーを組んだのは後に近鉄バファローズ入りした大久保秀昭であった。
アーム式の投法から切れのいい速球とフォークボールを投げ込み、バルセロナオリンピック野球日本代表に選抜され、予選リーグ初戦のプエルトリコ戦で9対0の完封勝利を飾るなど、日本の銅メダル獲得に貢献した。ちなみにオリンピックの野球において、一人で完封したのは彼とベン・シーツだけでありアマチュア選手としてはただ一人の記録となってる。同年の日本選手権では対NTT北陸戦で大会タイとなる6者連続奪三振を記録した。
その活躍が評価され、五輪代表候補によるドラフト凍結選手の特例で社会人1年目の1992年度ドラフト会議で横浜ベイスターズから1位指名を受け、入団。ドラフト指名時の会見では、（横浜大洋ホエールズからの球団名変更発表まもない）横浜ベイスターズの帽子がまだ出回っていなかったために、マークが入った紙製の物（関係者が用意したと思われる）を被って対応していた。背番号は19と24（同年限りで引退した元エース遠藤一彦の背番号）が提示されたが、慶大時代と同じ番号で、六大学リーグ戦では通算19勝、慶大の2季連続優勝も19年ぶりと「19にまつわる縁起の良いエピソード」がそれまでに多かったこともあって19を選択した。大洋→横浜の背番号19は前任者・中山裕章が1991年オフに不祥事を起こして逮捕され球団を解雇されたため、「ホエールズ」最終年となった1992年は「事実上の永久欠番」となっていたが、球団側は名称変更を機に次世代を担うルーキーに「19」を背負わせることでこの忌まわしい出来事を払拭する狙いがあり、小桧山も「事件のことは気にしない」と19番を選択した。
1993年、当初は先発投手として期待されたが、途中からセットアッパーに転向し怪我で離脱していた盛田幸妃に代わって活躍、小桧山－佐々木主浩とつながるリレーは横浜の勝利の方程式として必勝パターンとなった。そうした1年目からの活躍により、バルセロナ五輪でWエースとして鎬を削った伊藤智仁と再び新人王をかけて張り合ったが、最終的には前半戦で大活躍した伊藤が新人王に選出された。その一方で好物の酒を節制してルーキーイヤーに臨んだものの、強い自信を持っていた自慢の速球がプロの打者相手には確実に捉えられ、焦りから力任せの投球になり、元来の持ち味だった「低めへのコントロール」が鳴りを潜め、球が高めに浮き上がっては痛打を受けるようになった。
1994年もリリーフとして期待されるが同年は2勝止まりと低迷し、その後は全く勝てなくなるとともに右肘靭帯を断裂。
1997年にはチームがヤクルトスワローズと激しい優勝争いを繰り広げている中で左肘から腱を移植するトミー・ジョン手術を受けた。
1998年は一軍登板なしに終わり背番号19を剥奪（翌年から戸叶尚が着用）され30番に変更されたうえ、年俸は入団時の1000万円を下回る950万円（推定）まで減額された。このような低迷ぶりから本人はトレードを志願したが、球団は小桧山の高校・大学の後輩である慶大・高橋由伸（後に巨人入り）の獲得を目指していたため、先輩である小桧山をその“駒”として温存しようという狙いから放出しなかった。
1999年4月29日、横浜－広島4回戦に3番手投手として登板、5年ぶりに通算6勝目を挙げる。この年、チェンジアップを武器に自己最多の4勝を挙げ復活の兆しをみせたが、独特のアーム投法がボール先行を招くことも多く、プロの世界では微妙なコントロールに難があり、その後は目立った活躍を見せることができなかった。
2001年シーズン限りで横浜を退団し、同年12月には奇しくも背番号19の前任者・中山とともに台湾・中華職業棒球大聯盟（CPBL）の和信ホエールズ（翌2002年シーズンより「中信ホエールズ」に球団名を変更）に入団した。
2002年の夏に再び肘を故障。投げられなくなり、中信にはしばらくコーチとして残るも同年限りで退団。
野球の仕事にこだわっても難しいと思い、野球以外の仕事にも当たってみるつもりで、大学の先輩であるTBSアナウンサーの松下賢次に相談し、松下の紹介でTBSの入社試験を受けた後、2003年、TBSラジオに入社し、営業部に勤務。
2010年は『エキサイトベースボールプロジェクトリーダー』としてTBSラジオ エキサイトベースボールの営業を担当。
2014年、元TBSラジオ954情報キャスターの白井京子と結婚。

## 詳細情報

### 年度別投手成績
| 年 度     | 球 団     | 登 板 | 先 発 | 完 投 | 完 封 | 無 四 球 | 勝 利 | 敗 戦 | セ 丨 ブ | ホ 丨 ル ド | 勝 率 | 打 者 | 投 球 回 | 被 安 打 | 被 本 塁 打 | 与 四 球 | 敬 遠 | 与 死 球 | 奪 三 振 | 暴 投 | ボ 丨 ク | 失 点 | 自 責 点 | 防 御 率 | W H I P |
| --------- | --------- | ----- | ----- | ----- | ----- | -------- | ----- | ----- | -------- | ----------- | ----- | ----- | -------- | -------- | ----------- | -------- | ----- | -------- | -------- | ----- | -------- | ----- | -------- | -------- | ------- |
| 1993      | 横浜      | 44    | 8     | 0     | 0     | 0        | 3     | 9     | 4        | --          | .250  | 416   | 99.1     | 85       | 6           | 49       | 2     | 1        | 85       | 4     | 0        | 35    | 33       | 2.99     | 1.35    |
| 1994      | 横浜      | 25    | 6     | 0     | 0     | 0        | 2     | 3     | 0        | --          | .400  | 263   | 58.1     | 51       | 9           | 41       | 0     | 2        | 41       | 7     | 0        | 29    | 26       | 4.01     | 1.58    |
| 1995      | 横浜      | 16    | 0     | 0     | 0     | 0        | 0     | 1     | 0        | --          | .000  | 100   | 20.2     | 21       | 4           | 19       | 1     | 1        | 18       | 2     | 0        | 18    | 18       | 7.84     | 1.94    |
| 1996      | 横浜      | 1     | 0     | 0     | 0     | 0        | 0     | 0     | 0        | --          | ----  | 11    | 2.0      | 5        | 2           | 0        | 0     | 0        | 3        | 0     | 0        | 3     | 3        | 13.10    | 2.50    |
| 1997      | 横浜      | 5     | 0     | 0     | 0     | 0        | 0     | 0     | 0        | --          | ----  | 29    | 5.0      | 8        | 3           | 6        | 0     | 0        | 7        | 0     | 0        | 10    | 10       | 18.00    | 2.80    |
| 1999      | 横浜      | 20    | 5     | 0     | 0     | 0        | 4     | 1     | 0        | --          | .800  | 193   | 45.1     | 42       | 3           | 18       | 0     | 0        | 39       | 2     | 0        | 23    | 19       | 3.77     | 1.32    |
| 2000      | 横浜      | 4     | 0     | 0     | 0     | 0        | 0     | 0     | 0        | --          | ----  | 26    | 6.0      | 7        | 1           | 1        | 0     | 0        | 9        | 1     | 0        | 3     | 3        | 4.50     | 1.33    |
| 2001      | 横浜      | 7     | 0     | 0     | 0     | 0        | 0     | 0     | 0        | --          | ----  | 61    | 12.2     | 16       | 1           | 7        | 0     | 1        | 11       | 0     | 0        | 11    | 7        | 4.97     | 1.82    |
| 2002      | 中信      | 20    | 15    | 1     | 0     | 0        | 7     | 6     | 0        | --          | .538  | 442   | 105.0    | 92       | 11          | 44       | 0     | 2        | 102      | 4     | 0        | 51    | 44       | 3.77     | 1.30    |
| NPB：8年  | NPB：8年  | 122   | 19    | 0     | 0     | 0        | 9     | 14    | 4        | --          | .391  | 1099  | 249.1    | 235      | 29          | 141      | 3     | 5        | 213      | 16    | 0        | 132   | 119      | 4.30     | 1.51    |
| CPBL：1年 | CPBL：1年 | 20    | 15    | 1     | 0     | 0        | 7     | 6     | 0        | --          | .538  | 442   | 105.0    | 92       | 11          | 44       | 0     | 2        | 102      | 4     | 0        | 51    | 44       | 3.77     | 1.30    |

### 記録
NPB
- 初登板：1993年4月10日、対読売ジャイアンツ1回戦（東京ドーム）、5回裏に2番手で救援登板、2回1失点
- 初奪三振：同上、5回裏に篠塚和典から
- 初先発：1993年4月14日、対広島東洋カープ2回戦（横浜スタジアム）、5回4失点
- 初セーブ：1993年4月30日、対中日ドラゴンズ1回戦（横浜スタジアム）、6回表2死に2番手で救援登板・完了、3回1/3を無失点
- 初勝利：1993年5月18日、対読売ジャイアンツ5回戦（福岡ドーム）、5回裏1死に2番手で救援登板、2回1/3を無失点
- 初先発勝利：1994年5月29日、対中日ドラゴンズ8回戦（ナゴヤ球場）、5回1/3を無失点

### 背番号
- 19 （1993年 - 1998年）
- 30 （1999年 - 2001年）
- 18 （2002年）